# 基伊韋茨
49°26′4″N 24°1′43″E / 49.43444°N 24.02861°E
基伊韋茨（烏克蘭語：Київець），是烏克蘭西部利維夫州斯特雷區罗兹瓦迪夫市镇的村落。始建於1124年，面積1.63平方公里，海拔高度256米，2001年人口1,220。